# Vindolanda
Vindolanda castrum Hadrianus falától nem sokkal délre, Észak-Angliában, a mai Bardon Mill település közelében. Híres, mint a vindolandai táblák lelőhelye.

## Fordítás
- Ez a szócikk részben vagy egészben  a   Vindolanda című angol Wikipédia-szócikk ezen változatának fordításán alapul.  Az eredeti cikk szerkesztőit annak laptörténete sorolja fel. Ez a jelzés csupán a megfogalmazás eredetét és a szerzői jogokat jelzi, nem szolgál a cikkben szereplő információk forrásmegjelöléseként.